# Municipio de North Franklin (Pensilvania)
El municipio de North Franklin (en inglés: North Franklin Township) es un municipio ubicado en el condado de Washington en el estado estadounidense de Pensilvania. En el año 2000 tenía una población de 4,818 habitantes y una densidad poblacional de 256 personas por km².

## Geografía
El municipio de North Franklin se encuentra ubicado en las coordenadas 40°09′08″N 80°15′50″O / 40.15222, -80.26389.

## Demografía
Según la Oficina del Censo en 2000 los ingresos medios por hogar en la localidad eran de $37,516 y los ingresos medios por familia eran $51,097. Los hombres tenían unos ingresos medios de $38,750 frente a los $25,672 para las mujeres. La renta per cápita para la localidad era de $20,654. Alrededor del 11,5% de la población estaban por debajo del umbral de pobreza.